# Livingston (Wisconsin)
Livingston és una població dels Estats Units a l'estat de Wisconsin. Segons el cens del 2000 tenia 597 habitants.

## Demografia
Segons el cens del 2000, Livingston tenia 597 habitants, 252 habitatges, i 161 famílies. La densitat de població era de 223,8 habitants per km².
Dels 252 habitatges en un 27,8% hi vivien nens de menys de 18 anys, en un 53,6% hi vivien parelles casades, en un 7,1% dones solteres, i en un 36,1% no eren unitats familiars. En el 32,9% dels habitatges hi vivien persones soles el 17,5% de les quals corresponia a persones de 65 anys o més que vivien soles. El nombre mitjà de persones vivint en cada habitatge era de 2,37 i el nombre mitjà de persones que vivien en cada família era de 3,02.
Per edats la població es repartia de la següent manera: un 23,1% tenia menys de 18 anys, un 7,9% entre 18 i 24, un 28,8% entre 25 i 44, un 22,6% de 45 a 60 i un 17,6% 65 anys o més.
L'edat mediana era de 40 anys. Per cada 100 dones de 18 o més anys hi havia 87,3 homes.
La renda mediana per habitatge era de 35.417 $ i la renda mediana per família de 41.477 $. Els homes tenien una renda mediana de 26.875 $ mentre que les dones 19.265 $. La renda per capita de la població era de 16.647 $. Aproximadament el 2,5% de les famílies i el 5,4% de la població estaven per davall del llindar de pobresa.

## Poblacions properes
El següent diagrama mostra les poblacions més properes.